# Bedford QL
Bedford QL – wielozadaniowa brytyjska ciężarówka wojskowa z okresu II wojny światowej. 
W latach 1941–1945 zbudowano około 52 250 sztuk tego pojazdu.

## Wersje
- QLD – podstawowa wersja wielozadaniowa
- QLB – ciągnik armaty przeciwlotniczej Bofors 40 mm
- QLR – wóz dowodzenia i łączności
- QLT – transporter piechoty